# Фиџи на Светском првенству у атлетици на отвореном 2017.
Фиџи је на Светском првенству у атлетици на отвореном 2017. одржаном у Лондону од 4. до 13. августа учествовао шеснаести пут, односно учествовао је на свим првенствима до данас. Репрезентацију Фиџија представљао је један атлетичар, који се такмичио у трци на 400 метара.,
На овом првенству представник Фиџија није освојио ниједну медаљу, нити је било националних ни личних рекорда.

## Резултати

### Мушкарци
| Атлетичар         | Дисциплина | Лични рекорд | Квалификације | Квалификације | Полуфинале           | Полуфинале           | Финале               | Финале       | Детаљи |
| Атлетичар         | Дисциплина | Лични рекорд | Резултат      | Место         | Резултат             | Место                | Резултат             | Место        | Детаљи |
| ----------------- | ---------- | ------------ | ------------- | ------------- | -------------------- | -------------------- | -------------------- | ------------ | ------ |
| Саилоси Тубуилаги | 400 м      | 48,33        | 48.98         | 9. у гр. 5    | Није се квалификовао | Није се квалификовао | Није се квалификовао | 48 / 49 (52) |        |